# (2322) Kitt Peak
(2322) Kitt Peak est un astéroïde de la ceinture principale, découvert le 28 octobre 1964 à l'observatoire Goethe Link près de Brooklyn, dans l'Indiana.